# Expodroom

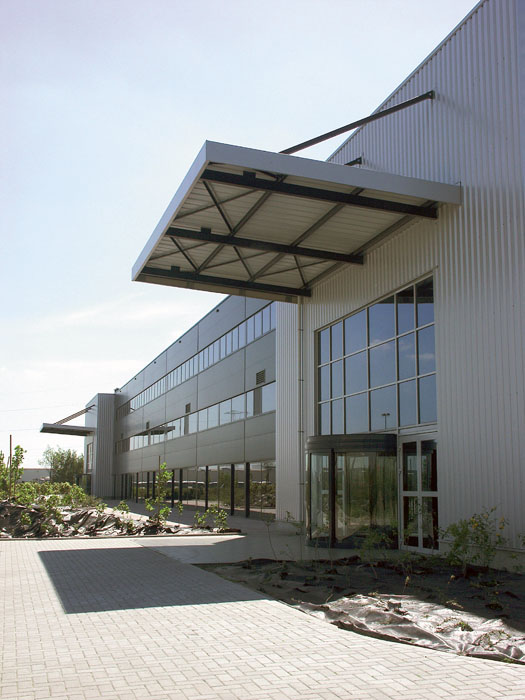
Expodroom

De Expodroom, gelegen te Bree, België, is een modern multifunctioneel complex. Als zaal was ze de thuishaven van Euphony Basket Bree en de Europese wedstrijden van Noliko Maaseik. De zaal is gebouwd in 2001, haar eerste activiteit was een basketbalwedstrijd tussen Bree en Spirou Charleroi, op 21 oktober 2001. De officiële opening was in 2002. De zaal biedt plaats aan ruim 3900 personen.
Daarnaast vinden er af en toe tenniswedstrijden plaats. De Fed Cup vond al meermaals plaats in de Expodroom. Ook de zogenaamde Love Game tussen Kim Clijsters en haar toenmalige verloofde Lleyton Hewitt vond er plaats.
De Expodroom is een commercieel initiatief van TTI nv, het bedrijf dat ook haar kantoren heeft in hetzelfde gebouw.